# Черковица
Черковица (болг. Черковица) — село в Болгарии. Находится в Плевенской области, входит в общину Никопол. Население составляет 497 человек.

## Политическая ситуация
В местном кметстве Черковица, в состав которого входит Черковица, должность кмета (старосты) исполняет Марин Георгиев Цветанов (Болгарская социалистическая партия (БСП)) по результатам выборов правления кметства.
Кмет (мэр) общины Никопол — Валерий Димитров Желязков (Болгарский земледельческий народный союз (БЗНС)) по результатам выборов в правление общины.